# Bahnstrecke Senftenberg–Lauchhammer-Süd
| Lieferant für das Kw 69 – der Tagebau Meuro |                     |                                                   |                                                   |
| Streckenlänge: | 13,5 km             |                                                   |                                                   |
| Spurweite: | 900 mm (Schmalspur) |                                                   |                                                   |
| Stromsystem: | 1200 V =            |                                                   |                                                   |
| Streckengeschwindigkeit: | 30 km/h             |                                                   |                                                   |
| |                     |                                                   |                                                   |
| \| \| \| von Brieske (Stw2) \| \| \| \| 0,0 \| Senftenberg (Stw9)[1] \| Senftenberg (Stw9)[1] \| \| \| 0,15 \| Bahnstrecke Brieske–Meuro \| Bahnstrecke Brieske–Meuro \| \| \| 3,3 \| Bundesautobahn 13[2] \| Bundesautobahn 13[2] \| \| \| 3,8 \| Bk Stw 38 \| Bk Stw 38 \| \| \| 5,8 \| Bk Stw 40 \| Bk Stw 40 \| \| \| 7,4 \| von Tagebau Klettwitz (Stw 36) \| von Tagebau Klettwitz (Stw 36) \| \| \| 9,5 \| (Stw33) \| (Stw33) \| \| \| 9,8 \| nach Lauchhammer-Ost \| nach Lauchhammer-Ost \| \| \| 10,4 \| Werkbahn Normalspur Scholz Recycling[3] \| Werkbahn Normalspur Scholz Recycling[3] \| \| \| 10,5 \| Bk Stw 32 \| Bk Stw 32 \| \| \| 12,7 \| Bk Stw 31 \| Bk Stw 31 \| \| \| 12,9 \| Bahnstrecke Kleinleipisch–Lauchhammer Süd (Stw 3) \| Bahnstrecke Kleinleipisch–Lauchhammer Süd (Stw 3) \| \| \| 13,5 \| Gleisende hinter Kw69 \| Gleisende hinter Kw69 \| |                     |                                                   |                                                   |
| Strecke (außer Betrieb) |                     | von Brieske (Stw2)                                | von Brieske (Stw2)                                |
| Dienststation / Betriebs- oder Güterbahnhof (Strecke außer Betrieb) | 0,0                 | Senftenberg (Stw9)                                | Senftenberg (Stw9)                                |
| Abzweig geradeaus und nach rechts (Strecke außer Betrieb) | 0,15                | Bahnstrecke Brieske–Meuro                         | Bahnstrecke Brieske–Meuro                         |
| Strecke mit Straßenbrücke (Strecke außer Betrieb) | 3,3                 | Bundesautobahn 13                                 | Bundesautobahn 13                                 |
| Blockstelle (Strecke außer Betrieb) | 3,8                 | Bk Stw 38                                         | Bk Stw 38                                         |
| Blockstelle (Strecke außer Betrieb) | 5,8                 | Bk Stw 40                                         | Bk Stw 40                                         |
| Abzweig geradeaus und von rechts (Strecke außer Betrieb) | 7,4                 | von Tagebau Klettwitz (Stw 36)                    | von Tagebau Klettwitz (Stw 36)                    |
| Dienststation / Betriebs- oder Güterbahnhof (Strecke außer Betrieb) | 9,5                 | (Stw33)                                           | (Stw33)                                           |
| Abzweig geradeaus und nach rechts (Strecke außer Betrieb) | 9,8                 | nach Lauchhammer-Ost                              | nach Lauchhammer-Ost                              |
| Kreuzung geradeaus unten (Strecke geradeaus außer Betrieb) | 10,4                | Werkbahn Normalspur Scholz Recycling              | Werkbahn Normalspur Scholz Recycling              |
| Blockstelle (Strecke außer Betrieb) | 10,5                | Bk Stw 32                                         | Bk Stw 32                                         |
| Blockstelle (Strecke außer Betrieb) | 12,7                | Bk Stw 31                                         | Bk Stw 31                                         |
| Abzweig geradeaus und von rechts (Strecke außer Betrieb) | 12,9                | Bahnstrecke Kleinleipisch–Lauchhammer Süd (Stw 3) | Bahnstrecke Kleinleipisch–Lauchhammer Süd (Stw 3) |
| | 13,5                | Gleisende hinter Kw69                             | Gleisende hinter Kw69                             |

Die  Bahnstrecke Senftenberg–Lauchhammer-Süd war eine schmalspurige elektrische Förderbahn der Lausitzer Grubenbahn mit 900 mm Spurweite.
Die Strecke berührte die heutigen Ortsbereiche von Brieske, Schipkau und Schwarzheide, lief von dort an Lauchhammer-Ost vorbei bis Lauchhammer-Süd zu den ehemaligen Brikettfabrik und Kraftwerk 69. In dieser Form bestand die Strecke bis 1992, danach wurde sie komplett abgebaut.

## Geschichte

### Entstehung
Ihren Anfang hatte diese Zweiglinie der Lausitzer Grubenbahn schon in der Zeit nach dem Ersten Weltkrieg. Die 1901 gegründete Brikettfabrik Emanuel bezog ihre Kohle zuerst aus den Tagebauen der unmittelbaren Umgebung. Nachdem diese ausgekohlt waren, wurde zuerst Kohle aus dem südlich von Kostebrau gelegenen Tagebau Friedländer bezogen. Die Förderung dort dauerte bis 1946. Von 1927 an spezialisierte sich die Fabrik auf die Brikettfertigung für den Hausbrand, u. a. wurden die Briketts für das Synthesewerk Schwarzheide gefertigt. Dafür besaß der unmittelbar vor der Brikettfabrik liegende Bahnhof Stw 31 umfangreiche Gleisanlagen mit einer Rollbockgrube, um die Kohle von den schmalspurigen Gleisen der Brikettfabrik auf die normalspurigen der Werkbahn des Synthesewerkes zu übergeben.

### Erweiterung nach dem Zweiten Weltkrieg
Nach dem Zweiten Weltkrieg waren große Veränderungen in der Braunkohleförderung und der Grubenbahnlinie erforderlich. Der Tagebau Friedländer war ausgekohlt. Nun wurde Kohle über die Strecke der um Kostebrau liegenden Stellwerke 35 und 36 aus dem Tagebau Klettwitz bezogen. Der Gleisplan weist sie als zweigleisig vom Tagebau bis zur Brikettfabrik aus. Der Bahnhof Stw 31 besaß ein Umfahrungsgleis, sodass die Lokomotiven die Kohlezüge bis zum Bahnhof ziehen und dann auf den Bunker schieben konnten.
Wann die Gleisverbindung von Senftenberg über die Bundesautobahn 13 und Stw 33 dazukam, ist nicht genau bekannt. Um 1960 hat die Strecke existiert, zuerst über die Brikettfabrik Fortschritt, dann über die Direktvariante der letzten Form. Diese Strecke war eingleisig. Die Hauptförderrichtung war von Richtung Lauchhammer nach Senftenberg. In unmittelbarer Umgebung von der Brikettfabrik 69 wurde noch ein Industriekraftwerk 69 gebaut, dass aber durch die Veränderung der politischen Verhältnisse nicht mehr in Betrieb ging.

### Gegenwart

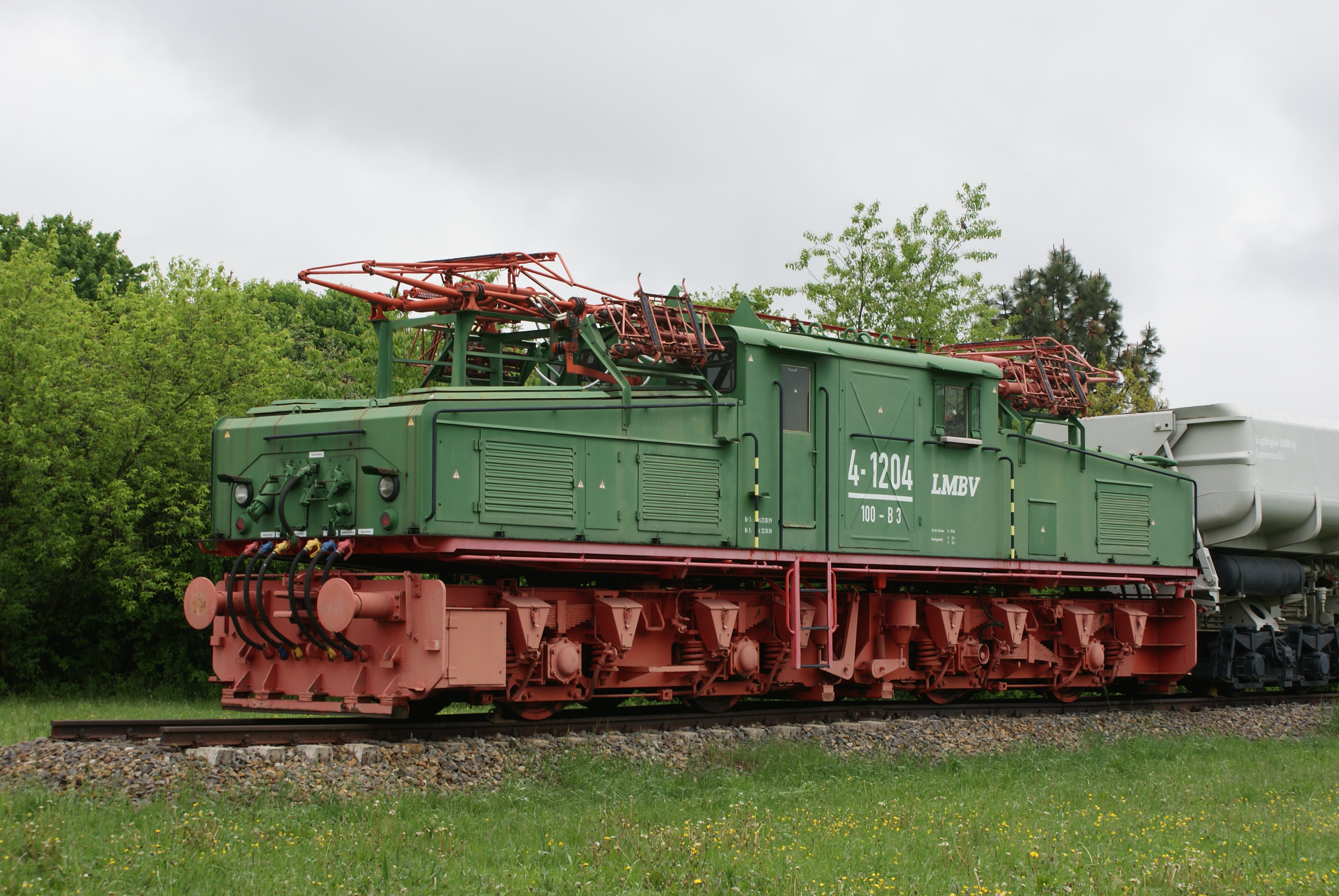
In Senftenberg ausgestellte LEW EL 2 in Normalspur

Durch die Förderung des Tagebau Meuro hatten die unmittelbar daneben liegenden Werke sowie die 900-mm-Förderbahn die längste Betriebsdauer. Die Förderung vom Tagebau Klettwitz wurde 1990 schon nicht mehr befahren, die Gleise lagen aber noch. Während der Zeit wurden viele Züge, und besonders nach dem Ende der schmalspurigen Transporte von dem Tagebau Klettwitz-Nord, von dem Tagebau Meuro Richtung Lauchhammer zum Kraftwerk 64 der Großkokerei Lauchhammer gefahren. Die Route war mit mehreren Richtungswechseln über die Bahnlinie und weiter über Lauchhammer-Ost, Grünewalde und geschoben zum Kraftwerk 64. Der letzte Kohlezug fuhr Richtung Lauchhammer 1994, danach wurden die Strecken noch zeitweilig für Materialtransporte verwendet und später vollständig abgebaut. Das Braunkohlenwerk 69 wurde 1992 geschlossen.
Vom Braunkohlenbergbau um Senftenberg sind einige Erinnerungsstücke wie der Schaufelradbagger SRs 1500-1473 oder die LEW EL 2 4-1204 als Denkmäler für die verwendeten normalspurigen Förderbahnen am Lausitzring ausgestellt.